# Cándido Cardiel
Cándido Cardiel Ojer (Luesia, Zaragoza) es un guardia civil español que se desempeñó como segundo director adjunto operativo (DAO) del cuerpo del 7 de enero de 2010 hasta su sustitución el 5 de diciembre de 2016.

## Biografía
Cándido Cardiel nació en la localidad zaragozana de Luesia. 
Ingresó en la Guardia Civil donde ha ocupado cargos como el puesto de jefe de línea de Sabiñánigo, responsable de las compañías de Barbastro y de Huesca, mando del Subsector de Tráfico de la Comandancia de Huesca, jefe del Destacamento de Tráfico de Bilbao y desempeñó el puesto de coronel jefe en Navarra.
Más tarde fue nombrado Subdirector General de Apoyo.
Fue uno de los primeros guardias civiles en alcanzar el rango de teniente general. máximo rango al que puede aspirar un guardia civil.
El 7 de enero de 2010, el ministro del Interior Alfredo Pérez Rubalcaba le nombró como nuevo director adjunto operativo de la Guardia Civil, después de que el anterior, José Manuel García Varela, fuese cesado del cargo el 17 de diciembre de 2009 en vista de su llegada a la edad de retiro el 24 de diciembre.
El 5 d diciembre de 2016, el nuevo ministro del Interio, Juan Ignacio Zoido, sustituyó a Cándido Cardiel como DAO, puesto en el que se había mantenido con el ministro del Interior del primer gobierno de Mariano Rajoy, Jorge Fernández Díaz. Su sustituto fue Pablo Martín Alonso.

## Distinciones
- Gran Cruz de la Orden del Mérito de la Guardia Civil ( España, 5 de mayo de 2014).[5]
- Gran Cruz de la Real y Militar Orden de San Hermenegildo ( España, 14 de febrero de 2003).[6]